# Anatolij Iljin
Anatolij Michajlovič Iljin (27. června 1931, Moskva – 10. února 2016, Moskva) byl sovětský fotbalista.
Hrál útočníka za Spartak Moskva. Vyhrál OH 1956.

## Hráčská kariéra
Anatolij Iljin hrál útočníka za Spartak Moskva, se kterým vyhrál 5× sovětskou ligu. 2× se stal králem střelců.
V reprezentaci hrál 31 zápasů a dal 16 gólů. Vyhrál OH 1956, když ve finále proti Jugoslávii byl autorem jediného gólu v zápase. Byl také na MS 1958.

## Úspěchy

### Klub
Spartak Moskva
- Sovětská liga (5): 1952, 1953, 1956, 1958, 1962
- Sovětský pohár (1): 1958

### Reprezentace
SSSR
- Zlato na olympijských hrách (1): 1956

### Individuální
- Král střelců sovětské ligy (2): 1954 (11 gólů), 1958 (20 gólů)